# Antonio Congiu
Antonio Congiu, detto Tonino (Cagliari, 8 febbraio 1936), è un allenatore di calcio ed ex calciatore italiano, di ruolo centrocampista.

## Carriera

### Giocatore
Cresciuto nella società rossoblu, Su Sirboni (il cinghialetto, com'era soprannominato dai tifosi) è stato l'idolo dei tifosi sardi prima dell'avvento di Gigi Riva di cui è poi diventato riserva. Nonostante ciò è stato tra i protagonisti della storica Promozione in Serie A della stagione 1963-1964 ed ha anche esordito in Serie A la stagione successiva. Fu anche tra gli artefici della promozione in Serie B del 1961-1962.
Per la sua militanza sia come giocatore che come allenatore (in seconda e nel settore giovanile) è stato inserito nella hall of fame del Cagliari.
Con i Sardi ha totalizzato 170 presenze e 32 gol. Di queste, una presenza in Serie A e 51 in Serie C1, le restanti in Serie B.

### Allenatore
Per lungo tempo è stato allenatore delle giovanili e vice allenatore della prima squadra cagliaritana. Fu lui a guidare il Cagliari il 17 maggio 1987 quando, sotto per 2-0 contro il Genoa, il capoallenatore Gustavo Giagnoni abbandonò, per protesta contro la squadra, lo stadio; lasciando il secondo tempo in mano a Congiu che la guiderà al pareggio.
Lasciò i suoi incarichi nel Cagliari con l'arrivo di Claudio Ranieri. Nel 1995 tornò di nuovo in panchina come allenatore della Delfino nella Serie A femminile, ultima e successivamente retrocessa.

## Riconoscimenti
Il Cagliari lo ha inserito nella sua Hall of Fame.

## Palmarès

### Club

#### Competizioni nazionali
- Serie C: 1

Cagliari: 1961-1962